# Saison 2013 de l'équipe cycliste AG2R La Mondiale
Vous lisez un « bon article » labellisé en 2014.
La saison 2013 de l'équipe cycliste AG2R La Mondiale est la vingt-deuxième de cette équipe, lancée en 1992 et dirigée par Vincent Lavenu. En tant qu'équipe World Tour, l'équipe participe à l'ensemble du calendrier de l'UCI World Tour du Tour Down Under en janvier jusqu'au Tour de Pékin en octobre. Parallèlement au World Tour, AG2R La Mondiale peut participer aux courses des circuits continentaux de cyclisme.
Les coureurs principaux de cette équipe sont Domenico Pozzovivo, Jean-Christophe Péraud et John Gadret pour les courses par étapes, Carlos Betancur pour les classiques ardennaises ainsi que Samuel Dumoulin et Yauheni Hutarovich pour les sprints.
AG2R La Mondiale, victorieuse à huit reprises sur le World Tour et l'Europe Tour, enregistre ses meilleurs résultats dans les grands tours. Douzième du classement mondial par équipes de l'Union cycliste internationale (UCI), la formation française voit son meilleur représentant, Carlos Betancur, occuper la quatorzième place du classement individuel. À la suite d'un contrôle positif d'un de ses coureurs et en application des directives du Mouvement pour un cyclisme crédible dont elle est membre, l'équipe française décide de s'auto-suspendre du départ du Critérium du Dauphiné.

## Préparation de la saison 2013

### Sponsors et financement de l'équipe
L'équipe AG2R La Mondiale est une structure dépendant de la société France Cyclisme dirigée par Vincent Lavenu depuis sa création en 1992. Son budget pour l'année 2013 est de 9,5 millions d'euros,. Le principal sponsor de l'équipe, l'assureur AG2R La Mondiale, présent dans la structure depuis 1999, s'est engagé en début de saison jusque fin 2014. En cours de saison, ce partenariat est étendu jusqu'en fin d'année 2016. En octobre 2013, une étude commandée par le sponsor montre que la visibilité médiatique de l'équipe sur la saison correspond à l'équivalent de plus de 95 millions d'euros de publicité, soit une somme très supérieure au budget prévisionnel de l'année.
Le fournisseur de cycles pour l'année 2013 est la marque allemande Focus. Cette entreprise, sous contrat avec AG2R La Mondiale pour trois ans, succède dans ce rôle à la marque italienne Kuota. Le partenariat est annoncé en septembre 2012,.

### Arrivées et départs

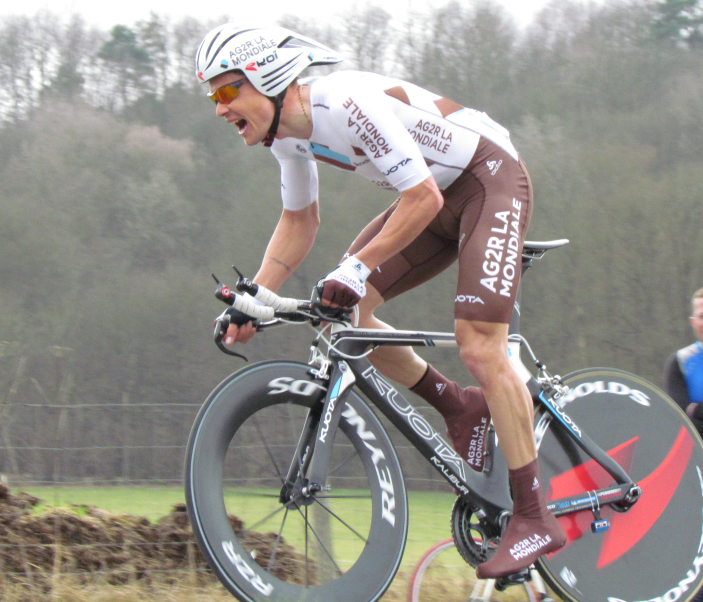
Nicolas Roche part après quatre saisons passées dans l'équipe AG2R La Mondiale.

AG2R La Mondiale enregistre pour cette saison 2013 l'arrivée de onze coureurs. Parmi eux, plusieurs sont issus d'équipes World Tour : Steve Chainel et Yauheni Hutarovich de FDJ-BigMat,, Davide Appollonio de Sky et Valentin Iglinskiy d'Astana. Évoluant en 2012 au niveau continental professionnel, Carlos Betancur quitte Acqua & Sapone, Samuel Dumoulin Cofidis, Hugo Houle SpiderTech-C10 et Domenico Pozzovivo Colnago-CSF Inox pour évoluer au niveau supérieur quand Gediminas Bagdonas, d'An Post-Sean Kelly et Julian Kern de Leopard-Trek Continental quittent eux le niveau continental. Enfin, Axel Domont issu de la réserve d'AG2R La Mondiale, Chambéry CF, signe son premier contrat professionnel.
Dans le même temps, onze autres coureurs quittent la formation française. Nicolas Roche reste en World Tour en rejoignant Saxo-Tinkoff, Martin Elmiger, Kristof Goddaert et Sébastien Hinault signent dans la nouvelle équipe suisse continentale professionnelle IAM. Au même niveau, Romain Lemarchand rejoint Cofidis et Gregor Gazvoda Champion System. Boris Shpilevsky, chez Lokosphinx et Amir Zargari, chez Azad University Giant, rejoignent des équipes continentales pendant que Mathieu Perget redescend au niveau amateur en signant à l'US Montauban Cyclisme 82. Jimmy Casper, non retenu, ne retrouve pas d'équipe et décide d'arrêter sa carrière. Steve Houanard, dont le contrat n'est pas renouvelé, est quant à lui suspendu pour dopage pour un contrôle positif à l'EPO révélé en fin de saison 2012,.
| Arrivée            | Équipe 2012              |
| ------------------ | ------------------------ |
| Davide Appollonio  | Sky                      |
| Gediminas Bagdonas | An Post-Sean Kelly       |
| Carlos Betancur    | Acqua & Sapone           |
| Steve Chainel      | FDJ-BigMat               |
| Axel Domont        | Chambéry CF              |
| Samuel Dumoulin    | Cofidis                  |
| Hugo Houle         | SpiderTech-C10           |
| Yauheni Hutarovich | FDJ-BigMat               |
| Valentin Iglinskiy | Astana                   |
| Julian Kern        | Leopard-Trek Continental |
| Domenico Pozzovivo | Colnago-CSF Inox         |

| Départ            | Équipe 2013              |
| ----------------- | ------------------------ |
| Jimmy Casper      | Retraite                 |
| Martin Elmiger    | IAM                      |
| Gregor Gazvoda    | Champion System          |
| Kristof Goddaert  | IAM                      |
| Sébastien Hinault | IAM                      |
| Steve Houanard    | Suspendu pour dopage     |
| Romain Lemarchand | Cofidis                  |
| Mathieu Perget    | US Montauban Cyclisme 82 |
| Nicolas Roche     | Saxo-Tinkoff             |
| Boris Shpilevsky  | Lokosphinx               |
| Amir Zargari      | Azad University Giant    |

### Objectifs
L'équipe AG2R La Mondiale reçoit en décembre 2012 sa licence World Tour, renouvelée pour quatre ans, ce qui lui donne obligation de participer à l'ensemble des courses de l'UCI World Tour.
AG2R La Mondiale a comme principal objectif en 2013 de remporter des victoires, ce qui a manqué à l'équipe durant les deux saisons précédentes,. Vincent Lavenu, dirigeant de l'équipe, déclare à propos de cet objectif : « Ce qui fait défaut, ce sont les victoires. Mais le recrutement a été fait en ce sens ». Pour cela, plusieurs coureurs ont été recrutés pour obtenir des résultats que ce soit sur les sprints (Samuel Dumoulin, Yauheni Hutarovich et Davide Appollonio),, ou les courses par étapes (Domenico Pozzovivo).
En plus de Pozzovivo, l'équipe compte sur John Gadret et Jean-Christophe Péraud pour les grands tours. Pozzovivo est attendu comme leader sur le Tour d'Italie et le Tour d'Espagne, Gadret et Péraud, décevants en 2012, se focalisant sur le Tour de France.
Rinaldo Nocentini et surtout la recrue Carlos Betancur sont les meneurs de l'équipe sur les courses montagneuses et les classiques ardennaises,,. Les Français Maxime Bouet, Mikaël Cherel et Blel Kadri doivent obtenir des meilleurs résultats qu'en 2012. Enfin, le Français Romain Bardet, le Canadien Hugo Houle et l'Allemand Julian Kern sont les espoirs de la formation française.

## Déroulement de la saison

### Janvier-février: début de saison
Le premier coureur de l'équipe AG2R La Mondiale à obtenir un podium est John Gadret qui se classe troisième du championnat de France de cyclo-cross derrière les deux coureurs FDJ Francis Mourey et Arnold Jeannesson alors que Steve Chainel, pour sa première course sous ses nouvelles couleurs, termine dixième et Sébastien Minard vingtième. Deux semaines plus tard, lors d'une autre épreuve UCI, Gadret termine sixième du cyclo-cross International du Mingant à Lanarvily gagné par Jeannesson. Gadret, se consacrant ensuite à la route, ne participe pas au championnat du monde.

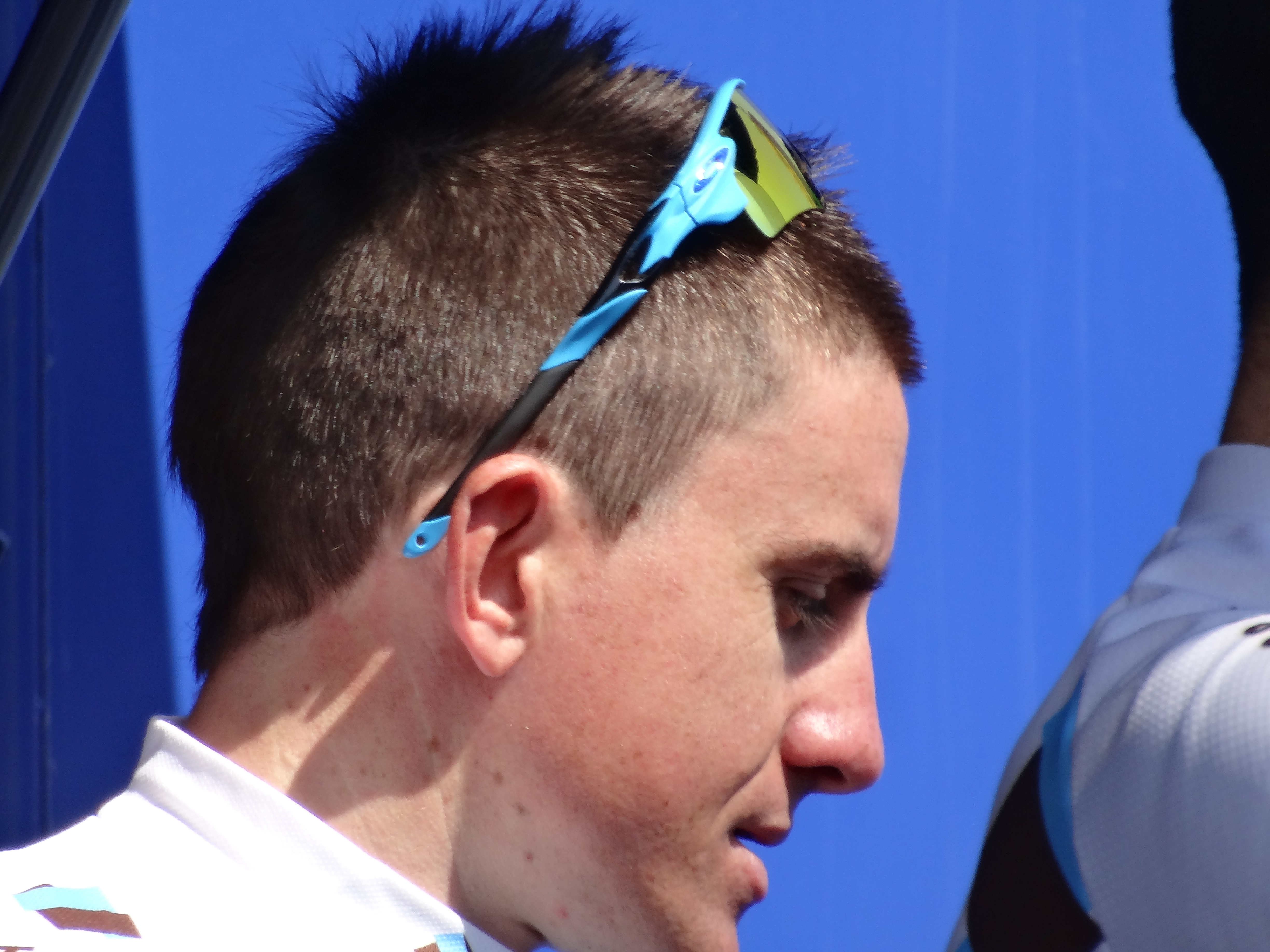
Samuel Dumoulin remporte en février la première victoire de l'année pour l'équipe AG2R La Mondiale.

Sur route, la saison World Tour commence en janvier par le Tour Down Under. Ne réussissant pas à inscrire son premier point World Tour, le premier coureur d'AG2R La Mondiale sur la course australienne est Mikaël Cherel qui se classe dix-huitième. En Europe, la saison débute par le Grand Prix d'ouverture La Marseillaise où Samuel Dumoulin est battu au sprint par Justin Jules (La Pomme Marseille). Dumoulin remporte lors de la course suivante, l'Étoile de Bessèges, la première victoire de l'équipe de la saison lors de la cinquième étape, Romain Bardet finissant de son côté septième du classement général. Jean-Christophe Péraud remporte ensuite le 9 février sa première victoire depuis son passage dans les rangs professionnels en 2010, en s'imposant en solitaire au sommet du Mont Faron, lors de la quatrième étape du Tour méditerranéen. Le lendemain, il se classe deuxième au classement général, dans la même seconde que le vainqueur, Thomas Lövkvist (IAM). La différence entre les deux coureurs se fait en comptabilisant les centièmes lors du contre-la-montre.
Sur les courses de l'UCI Asia Tour, Yauheni Hutarovich termine successivement deuxième des deux dernières étapes du Tour du Qatar, dominé à chaque fois par Mark Cavendish (Omega Pharma-Quick Step). La semaine suivante, Davide Appollonio est deuxième de la première étape du Tour d'Oman derrière Marcel Kittel (Argos-Shimano). Rinaldo Nocentini se classe cinquième au classement final. Durant cette semaine, Samuel Dumoulin est sixième du Tour du Haut-Var. La semaine suivante, Romain Bardet et Sylvain Georges obtiennent les troisième et quatrième places de la Classic Sud Ardèche. Nocentini conclut ce mois de février par une troisième place au Grand Prix de la ville de Camaiore.

### Mars-avril
AG2R La Mondiale continue d'obtenir des résultats en Italie au début du mois de mars. Ainsi, Rinaldo Nocentini se classe troisième des Strade Bianche derrière les deux coureurs Cannondale Moreno Moser et Peter Sagan. Blel Kadri, faisant partie de la bonne échappée, remporte ensuite en solitaire la Roma Maxima.
Sur Paris-Nice, Jean-Christophe Péraud déclare pouvoir viser le podium. Samuel Dumoulin et Romain Bardet obtiennent plusieurs places d'honneur,, Péraud est lui en lutte pour le podium après l'arrivée au sommet de la montagne de Lure. Il termine troisième du classement général à Nice malgré une chute durant le contre-la-montre du col d'Èze, où il est quatrième. Au terme de la course, AG2R La Mondiale remporte ses premiers points World Tour de la saison. La même semaine, Tirreno-Adriatico, autre épreuve World Tour, débute. Manuel Belletti obtient au sprint la deuxième place de la deuxième étape, Domenico Pozzovivo se classe onzième du classement général.

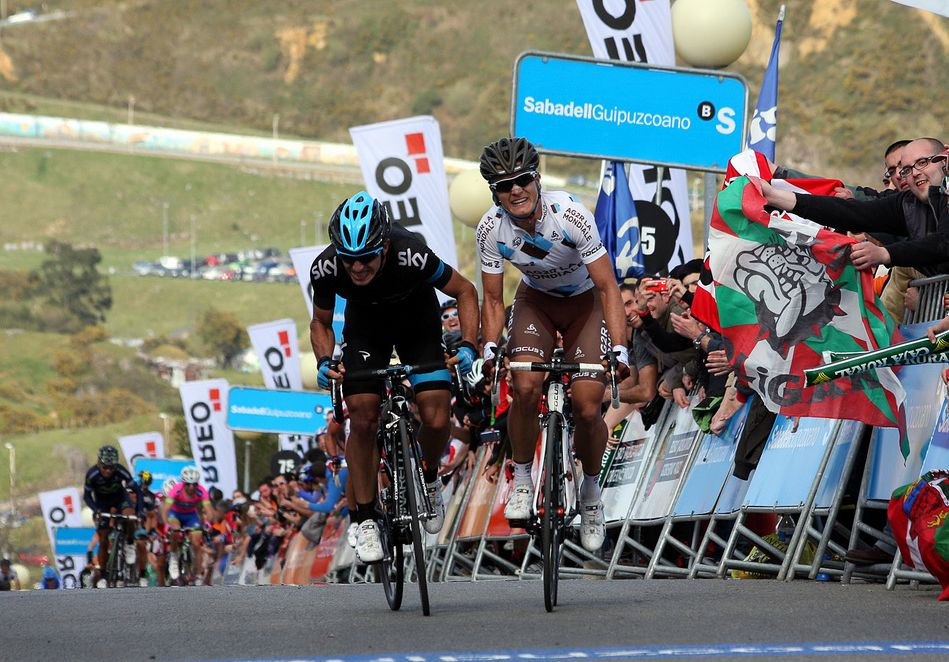
Carlos Betancur, battu par Sergio Henao lors de la troisième étape du Tour du Pays basque.

Le 16 mars, Yauheni Hutarovich est deuxième de la Classic Loire-Atlantique puis le lendemain, le premier coureur de l'équipe sur Milan-San Remo est Romain Bardet, dix-septième. La semaine suivante, Samuel Dumoulin obtient plusieurs places d'honneur durant le Tour de Catalogne, et l'équipe place quatre coureurs dans les douze premiers du Critérium international avec Jean-Christophe Péraud cinquième, Maxime Bouet septième, John Gadret dixième et Romain Bardet douzième. Yauheni Hutarovich obtient ensuite la deuxième place de la Route Adélie de Vitré puis la troisième de la Val d'Ille Classic pendant que Steve Chainel est trentième du Tour des Flandres. La première semaine d'avril voit Lloyd Mondory, de retour après une opération chirurgicale, terminer deuxième de la dernière étape du Circuit de la Sarthe pendant que Carlos Betancur termine deuxième de la troisième étape du Tour du Pays basque derrière son compatriote Sergio Henao (Sky), épreuve dont il est septième du classement général, devant John Gadret, dixième. Le lendemain, Chainel conclut les classiques flandriennes par une dix-septième place sur Paris-Roubaix.
Le 9 avril, Sylvain Georges est deuxième de Paris-Camembert. Huit jours plus tard, Betancur, à l'attaque lors de la montée finale du Mur de Huy, se classe troisième de la Flèche Wallonne. Cette place intervient au lendemain de la victoire de Maxime Bouet lors de la 1rea étape du Tour du Trentin au terme d'une longue échappée. En tête de l'épreuve durant trois étapes, Bouet termine troisième au classement final de cette course italienne qui est marquée par la fracture de deux côtes de Pozzovivo, son chef de file annoncé pour le Tour d'Italie. Le 21 avril, Yauheni Hutarovich est troisième de la Roue tourangelle pendant que Carlos Betancur termine quatrième de Liège-Bastogne-Liège. Le mois d'avril se conclut par le Tour de Romandie. Jean-Christophe Péraud est sixième du classement général à l'issue du contre-la-montre final.

### Mai-juin: Betancur, cinquième et meilleur jeune du Tour d'Italie

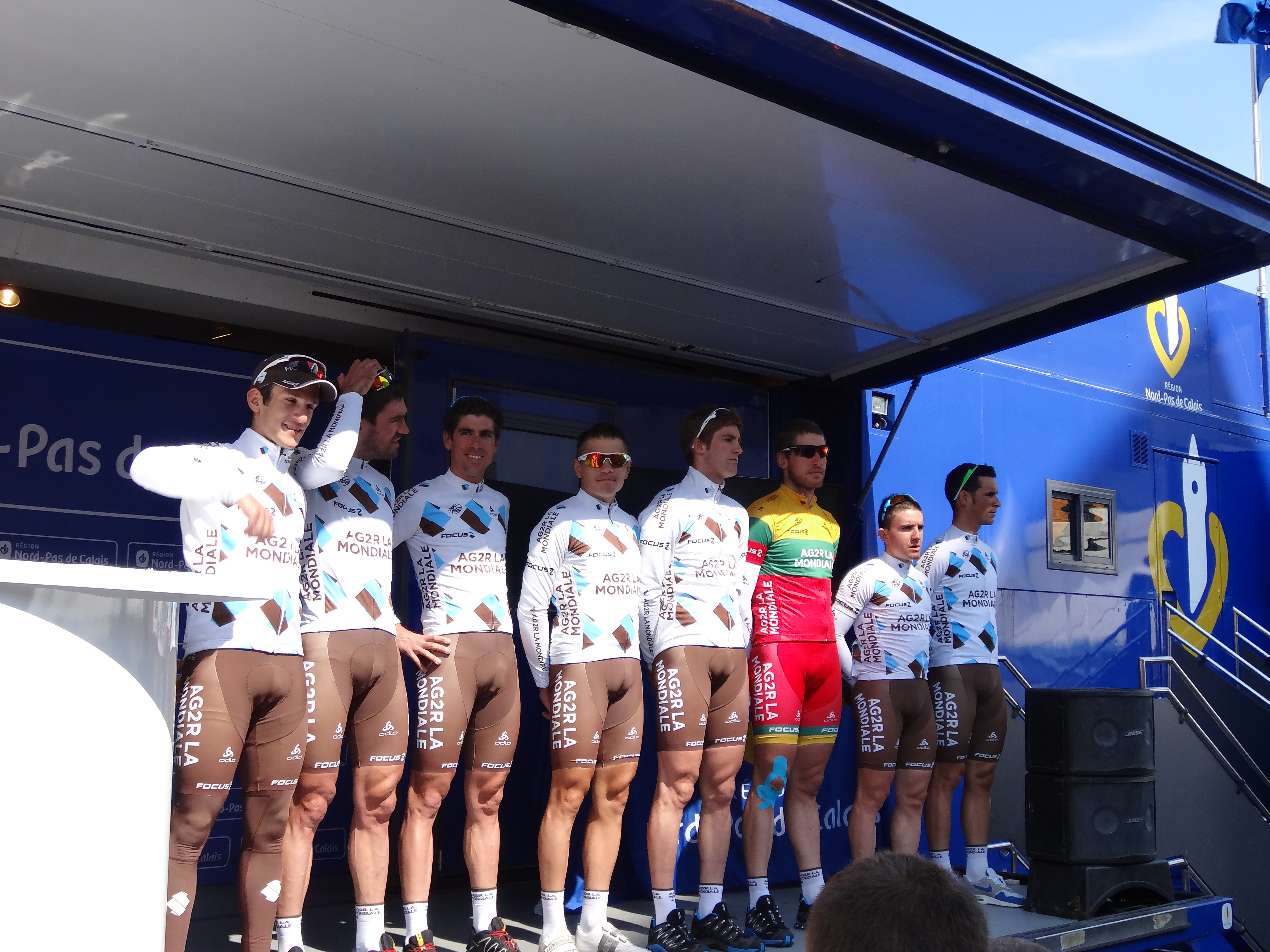
Les huit coureurs d'AG2R La Mondiale présents aux Quatre Jours de Dunkerque.

Le 1er mai, Domenico Pozzovivo, de retour de blessure, est un temps en tête du Grand Prix de Francfort avec le futur vainqueur Simon Špilak (Katusha) et son dauphin Moreno Moser (Cannondale) avant de se classer septième de la course. Samuel Dumoulin est ensuite sixième des Quatre Jours de Dunkerque. Le premier grand tour de la saison, le Tour d'Italie, commence le 4 mai. L'équipe AG2R La Mondiale est centrée pour le classement général autour de son chef de file Domenico Pozzovivo et Carlos Betancur qui vise le classement du meilleur jeune et qui a un rôle d'« électron libre »,. Ces coureurs sont accompagnés par Davide Appollonio et Manuel Belletti, attendus sur les sprints, ainsi que Julien Bérard, Guillaume Bonnafond, Hubert Dupont, Ben Gastauer et Sylvain Georges. Durant la première semaine de course, l'équipe est dix-huitième du contre-la-montre par équipes. Bonnafond lors de la première étape, Bérard et Georges dans la quatrième ainsi que Gastauer et Dupont dans la cinquième, sont présents à l'avant de la course sans concrétiser. Bérard est non-partant au départ de la huitième étape à la suite d'une chute qui lui entraîne une fracture de la clavicule gauche. Le 12 mai, Carlos Betancur, qui lève les bras en croyant avoir gagné, est deuxième de la neuvième étape du Giro, pendant que Sébastien Minard obtient la quatrième place du Tour de Picardie. Deux jours plus tard, Betancur est à nouveau deuxième de la dixième étape qui voit Pozzovivo intégrer le top 10 du classement général. Le lendemain, Sylvain Georges, contrôlé positif à l'heptaminol au terme de la septième étape, est non-partant avant d'être suspendu par son équipe, puis licencié le 11 juin. Troisième de la quatorzième étape, Betancur rejoint à cette occasion Pozzovivo dans les dix premiers du classement général. À nouveau deuxième le lendemain, Betancur devient le premier coureur de l'équipe au classement général en étant septième, tout en prenant la tête du classement du meilleur jeune,. L'équipe annonce qu'à la suite du contrôle positif sur le récent Tour d'Italie de son coureur Sylvain Georges, confirmé par l'analyse de l'échantillon B, cumulé à celui de Steve Houanard sept mois plus tôt, elle ne prendra pas part au Critérium du Dauphiné conformément aux règles du Mouvement pour un cyclisme crédible,. Lors de la dix-huitième étape du Giro disputée sous forme d'un contre-la-montre en côte, Carlos Betancur perd son maillot blanc de meilleur jeune pour deux secondes au bénéfice de Rafał Majka (Saxo-Tinkoff). Le 25 mai, pendant que Carlos Betancur termine quatrième de la dernière étape de montagne, ce qui lui permet de grimper à la cinquième place du classement général et de reprendre le maillot blanc à Majka, Samuel Dumoulin gagne le Grand Prix de Plumelec-Morbihan devant Anthony Geslin (FDJ) et Julien Simon (Sojasun). Le lendemain, Carlos Betancur termine à Brescia effectivement cinquième du Giro en s'imposant au classement du meilleur jeune, Domenico Pozzovivo étant dixième du classement général. Betancur devient alors quatrième de l'UCI World Tour. Le même jour, Yauheni Hutarovich est troisième de la dernière étape du Tour de Bavière.
En juin, effectivement absente du Critérium du Dauphiné, l'équipe AG2R La Mondiale reprend la compétition au Tour de Suisse. Jean-Christophe Péraud, huitième du classement général à l'issue de la sixième étape est distancé le lendemain dans l'« étape-reine ». Quatrième du contre-la-montre, il termine finalement en treizième position,. La même semaine, John Gadret et Romain Bardet sont respectivement troisième et quatrième de la troisième étape de la Route du Sud, ce qui leur permet de terminer cette course aux mêmes classements,. À la fin du mois, les coureurs de l'équipe participent aux différents championnats nationaux. En contre-la-montre, Gediminas Bagdonas est deuxième en Lituanie alors que Ben Gastauer est troisième au Luxembourg.

### Juillet-août: du Tour de France au début du Tour d'Espagne

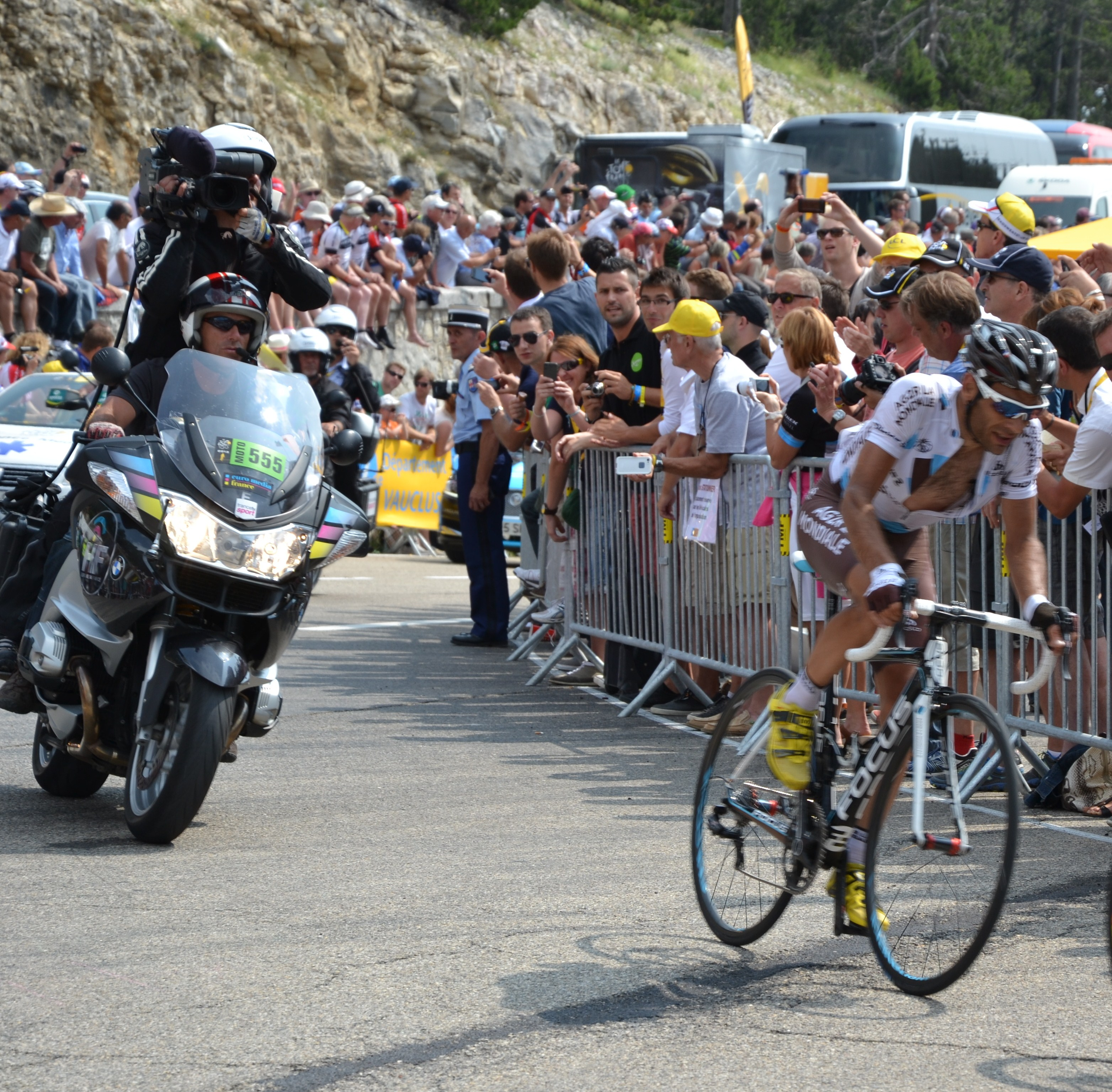
Jean-Christophe Péraud durant l'ascension du mont Ventoux.

Pendant le Tour de Suisse, cinq coureurs sont retenus pour le Tour de France : il s'agit de Romain Bardet, Maxime Bouet, Samuel Dumoulin, Blel Kadri et Jean-Christophe Péraud. À l'issue du championnat de France sur route, les quatre derniers coureurs sont nommés : il s'agit de John Gadret, Hubert Dupont, Sébastien Minard et Christophe Riblon. Péraud est le leader de la formation. Le Tour commence par un sprint où Samuel Dumoulin se classe sixième. Blel Kadri, qui reçoit à l'issue de la deuxième étape le prix du plus combatif, puis Sébastien Minard lors de la troisième étape, figurent ensuite dans des échappées sans résultat,. Dix-septième du contre-la-montre par équipes remporté par Orica-GreenEDGE, Jean-Christophe Péraud se retrouve à une minute quatre secondes du maillot jaune Simon Gerrans. L'équipe perd ensuite Maxime Bouet à l'issue de la cinquième étape à la suite d'une chute occasionnant une fracture du radius gauche. Deux jours plus tard, Blel Kadri, après une nouvelle échappée, prend le maillot à pois de meilleur grimpeur. Il le perd le lendemain au profit de Christopher Froome (Sky) vainqueur de l'étape au sommet d'Ax 3 Domaines et nouveau maillot jaune. Christophe Riblon s'échappe au cours de cette étape que terminent Jean-Christophe Péraud et Romain Bardet aux treizième et quatorzième rangs, ce qui les amène respectivement aux dix-huitième et vingtième place du général, à près de 3 minutes 30 secondes de Froome,. Les Pyrénées se concluent pour l'équipe lors de la neuvième étape par un prix du plus combatif pour Romain Bardet et une quatorzième place au général pour Péraud, à trois minutes 29 secondes de Froome. Après la première journée de repos, Jean-Christophe Péraud rentre dans les dix premiers du classement général à la suite du premier contre-la-montre individuel puis devient neuvième à la suite d'une treizième étape marquée par une bordure qui piège Alejandro Valverde alors deuxième du général. Lors de la quinzième étape, Christophe Riblon figure dans l'échappée rattrapée dans les premières pentes du mont Ventoux. Jean-Christophe Péraud termine dixième au sommet et conclut cette deuxième semaine à la neuvième place, à 7 minutes 47 secondes de Froome. Péraud perd ensuite une minute lors de la seizième étape que Riblon termine deuxième. Le lendemain, Péraud chute dans la reconnaissance du deuxième contre-la-montre individuel. Victime d'une fissure de la clavicule droite, il décide de concourir l'après-midi. Lors de son parcours, il chute à moins de deux kilomètres de l'arrivée sur son épaule et doit abandonner cette fois en raison d'une fracture déplacée de cette clavicule. Privée de son chef de file, l'équipe se ressaisit ensuite grâce à Christophe Riblon, vainqueur au sommet de L'Alpe d'Huez de la dix-huitième étape dont il est aussi élu combatif du jour à la suite d'une échappée. Les deux dernières étapes de montagne sont marquées par de nouvelles échappées de Romain Bardet et Christophe Riblon, ainsi que par la huitième place au Semnoz de John Gadret. À l'arrivée à Paris, le premier coureur de l'équipe au classement général est Romain Bardet, quinzième. Deuxième du classement par équipes, la formation française voit Riblon remporter le prix de super-combatif,.

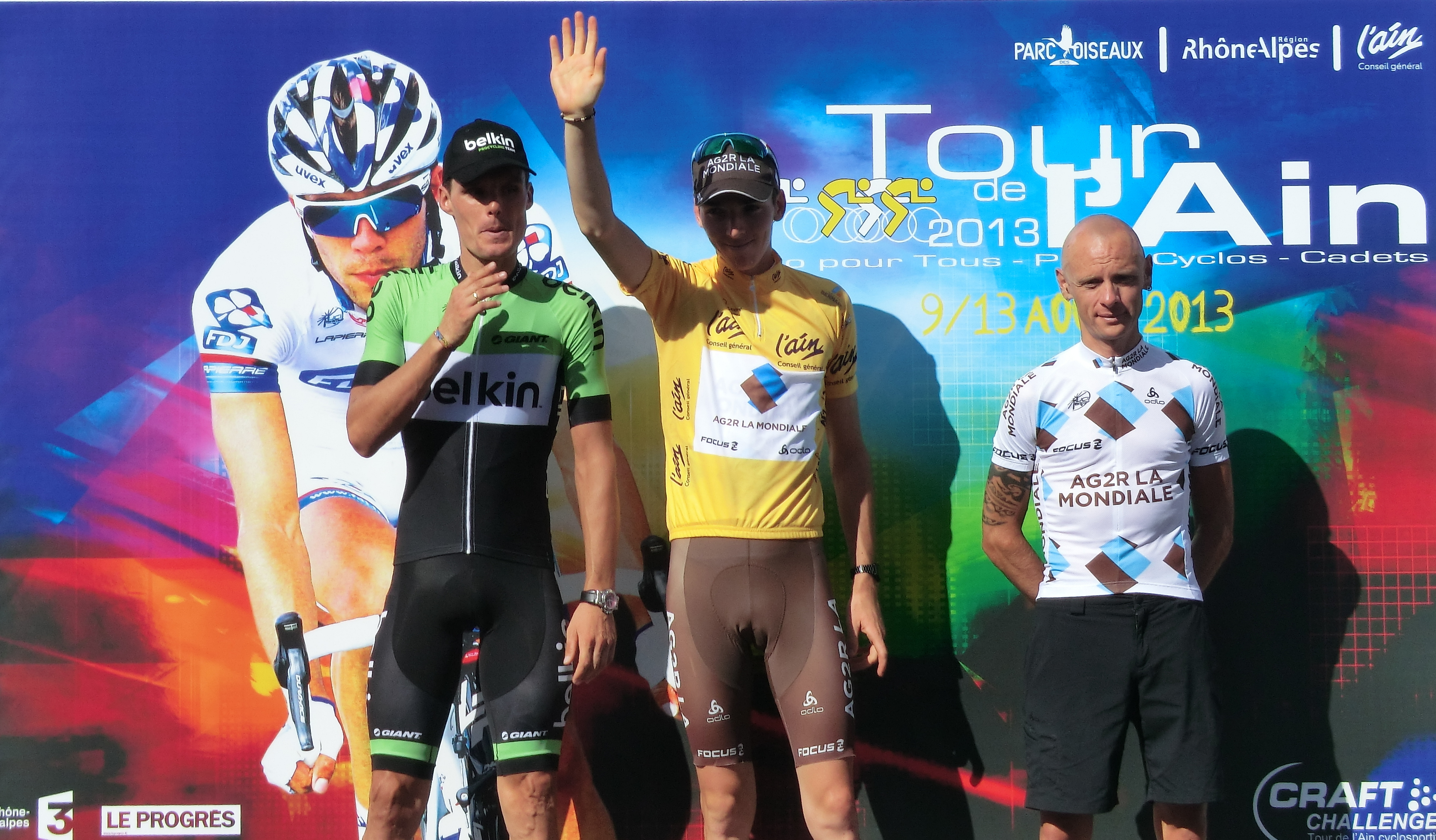
Romain Bardet, ici en jaune sur le podium du Tour de l'Ain qu'il remporte, est accompagné par John Gadret, à droite de l'image.

Pendant que le Tour de France se termine, l'équipe obtient un podium sur la première étape du Tour de Wallonie grâce à Julien Bérard. Une fois le Tour de France achevé, après la cinquième place de Mikaël Cherel sur la Polynormande, sur le World Tour, Christophe Riblon gagne la deuxième étape du Tour de Pologne au passo Pordoi, devenant ainsi troisième du classement général à six secondes de Rafał Majka (Saxo-Tinkoff). Domenico Pozzovivo est également dans les dix premiers. Yauheni Hutarovich est ensuite troisième de la quatrième étape. Riblon, à l'attaque dans les derniers kilomètres de la sixième étape, prend alors la tête de la course polonaise mais termine finalement à la troisième place du classement général le lendemain à l'issue du contre-la-montre final, Pozzovivo étant septième ce qui permet à l'équipe française de marquer des points pour son maintien en World Tour. Le 1er août, Frédéric Brun, Gabriel Chavanne et Pierre Latour intègrent l'équipe professionnelle en tant que stagiaires. En préparation du Tour d'Espagne, l'équipe dispute le Tour de Burgos où Rinaldo Nocentini obtient la deuxième place sur la deuxième étape. En France, Romain Bardet, quatrième au classement provisoire avant la dernière étape du Tour de l'Ain et à l'attaque lors de celle-ci, termine deuxième de cette étape juste derrière Wout Poels (Vacansoleil-DCM) et obtient la première victoire de sa carrière en s'imposant au classement général de l'épreuve. Il est accompagné sur le podium final par John Gadret, troisième.
Sur le Tour d'Espagne, l'équipe est centrée autour de Carlos Betancur et Domenico Pozzovivo, le premier pour des victoires d'étapes et le second pour le classement général. Ils sont accompagnés des Italiens Rinaldo Nocentini et Matteo Montaguti, du Luxembourgeois Ben Gastauer et des Français Julien Bérard, Steve Chainel, Mikaël Cherel et Lloyd Mondory, attendu lors des arrivées au sprints. AG2R La Mondiale commence cette Vuelta par une vingtième place en contre-la-montre par équipes à 1 minute 41 secondes d'Astana avec Betancur distancé par ses coéquipiers dans les derniers kilomètres. Le lendemain, Pozzovivo termine troisième de la première arrivée en montée. Rinaldo Nocentini est ensuite septième de la quatrième étape. Le 31 août, au terme d'une arrivée en montée, Domenico Pozzovivo, premier coureur de l'équipe, est quinzième du classement général à 1 minute 59 secondes de Nicolas Roche (Saxo-Tinkoff).

### Septembre-octobre: fin de saison

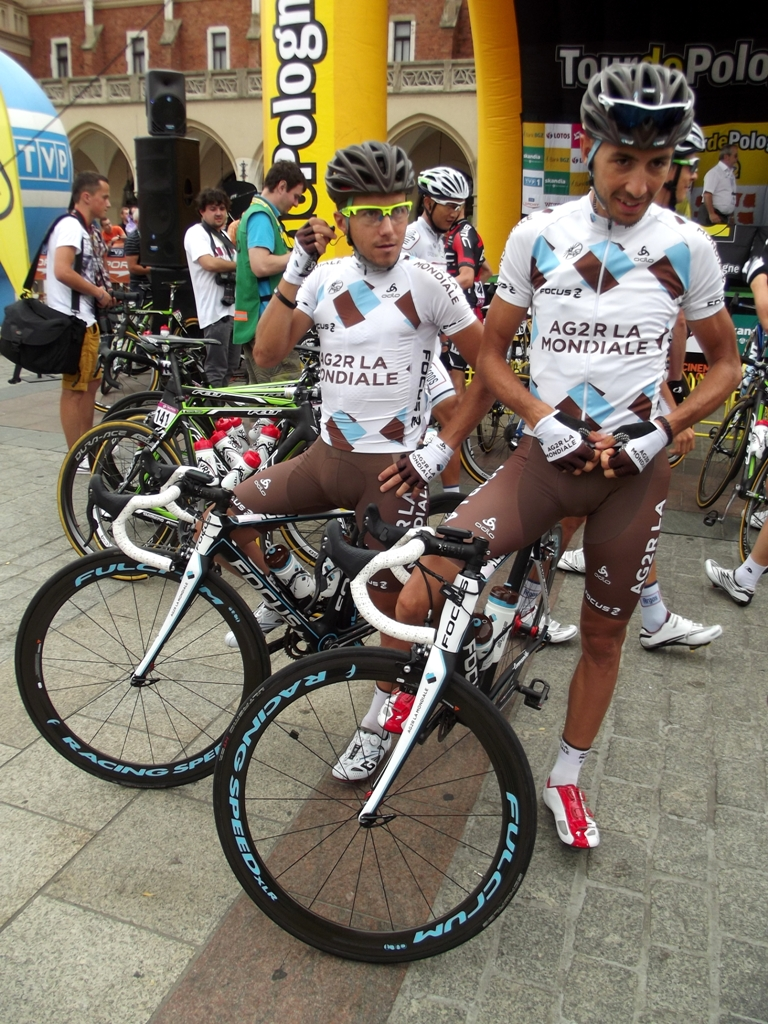
Domenico Pozzovivo (à gauche), ici au Tour de Pologne, termine en septembre sixième du Tour d'Espagne.

Le mois de septembre commence pour AG2R La Mondiale par la troisième place de Samuel Dumoulin sur le Grand Prix de Plouay et la sixième place de Rinaldo Nocentini sur la neuvième étape du Tour d'Espagne. Le lendemain, Domenico Pozzovivo est neuvième de la dixième étape qui marque le début de la haute montagne, et remonte ainsi à la dixième place du classement général à 3 minutes 28 secondes de Christopher Horner (RadioShack-Leopard). Grâce à sa troisième place sur le contre-la-montre, discipline dont il n'est pas spécialiste, l'Italien devient sixième du classement général. Le lendemain, il est victime d'une crevaison peu avant l'arrivée de la douzième étape, sans influence cependant sur son classement en raison de la dangerosité de la fin de parcours où Steve Chainel se classe septième. Nocentini, figurant ensuite dans la bonne échappée dans la treizième étape, obtient la deuxième place de cette étape derrière Warren Barguil (Argos-Shimano). Dans les Pyrénées, Pozzovivo devient cinquième du classement général au terme de la quatorzième étape marquée par l'apparition de la pluie et une chute de la température et où il profite d'une perte de temps de Nicolas Roche (Saxo-Tinkoff). À la veille de la deuxième journée de repos, Mikaël Cherel est sixième de la seizième étape et Pozzovivo cinquième du général à 3 minutes 38 secondes du maillot rouge Vincenzo Nibali (Astana). Le 10 septembre, Anthony Ravard, opéré d'une hernie discale en mai, annonce l'arrêt de sa carrière de coureur, demandant alors à l'équipe de ne plus l'aligner en compétition. À la suite d'une bordure initiée par Saxo-Tinkoff, Pozzovivo perd 1 minute 30 secondes et sa cinquième place au profit de Nicolas Roche, membre de l'équipe danoise, lors de la dix-septième étape. Les étapes suivantes ne modifient pas le classement général de Pozzovivo. Finalement, l'Italien est sixième de cette Vuelta à 8 minutes du vainqueur, Christopher Horner. Pendant que se termine ce Tour d'Espagne, le stagiaire Pierre-Roger Latour se classe cinquième du Tour du Doubs.
Les six coureurs alignés au contre-la-montre par équipes des championnats du monde de Florence sont Gediminas Bagdonas, Julien Bérard, Ben Gastauer, Hugo Houle, Blel Kadri et Jean-Christophe Péraud. AG2R La Mondiale, dernière équipe World Tour de la course, termine vingt-quatrième à 5 minutes 18 secondes d'Omega Pharma-Quick Step. Trois jours plus tard, Bagdonas participe pour la Lituanie au contre-la-montre individuel et en prend la cinquante-neuvième place. Pour la course en ligne, plusieurs coureurs de l'équipe sont retenus. Ainsi figurent Rinaldo Nocentini pour l'Italie, Carlos Betancur pour la Colombie, Romain Bardet et Christophe Riblon pour la France ainsi que Gediminas Bagdonas pour la Lituanie. Bardet, meilleur coureur de l'équipe sur l'épreuve, est vingt-huitième.
En octobre, Domenico Pozzovivo obtient en Italie la quatrième place de Milan-Turin puis la quinzième place du Tour de Lombardie, Manuel Belletti est de son côté quatrième du Grand Prix Bruno Beghelli. En France, Samuel Dumoulin, deuxième du Tour de Vendée, remporte le classement final de la Coupe de France pour la deuxième année consécutive puis il se classe troisième de Paris-Bourges et septième de Paris-Tours. L'équipe aborde le Tour de Pékin, dernière manche de l'UCI World Tour, avec quatre coureurs capables de viser le classement général : Christophe Riblon, Romain Bardet, Carlos Betancur et Jean-Christophe Péraud. Bardet prend la cinquième place du classement général au terme de la quatrième étape, la plus difficile, place qu'il obtient au classement final. Au classement final du World Tour, l'équipe termine douzième du classement par équipes alors que le meilleur coureur en individuel est Carlos Betancur, quatorzième.
En cyclo-cross, Steve Chainel est deuxième en octobre de la première manche du Challenge la France cycliste de cyclo-cross à Saint-Étienne-lès-Remiremont. John Gadret est ensuite troisième de la deuxième manche de ce challenge qui se dispute à Quelneuc en novembre.

## Contrôle positif de Sylvain Georges et suspension de l'équipe
AG2R La Mondiale fait partie depuis 2007 de l'association nommée Mouvement pour un cyclisme crédible (MPCC) en tant que membre fondateur. Cette association a pour but de défendre l'image d'un cyclisme « propre » et se base pour cela sur l'application d'un code d'éthique strict, basé sur celui de l'Union cycliste internationale (UCI). Le code impose notamment une auto-suspension d'une équipe membre au cas où plusieurs de ses coureurs sont contrôlés positifs dans une durée donnée. En septembre 2012, Steve Houanard est contrôlé positif à l'EPO, ce qui entraîne une suspension et son renvoi. En mai 2013, Sylvain Georges est lui contrôlé positif à l'heptaminol au terme de la septième étape du Tour d'Italie. Il est suspendu par sa formation puis la contre-expertise confirme le contrôle positif du coureur,. Avec ces deux contrôles positifs en moins d'un an, AG2R La Mondiale contrevient au cas numéro 1 prévu par le règlement du MPCC. Le règlement prévoit une auto-suspension de l'équipe de huit jours à partir de l'épreuve suivante de niveau UCI World Tour. Appliquant ce règlement, la formation française annonce sa non-participation à l'épreuve World Tour qui suit le Giro, le Critérium du Dauphiné, une course qui est importante pour l'équipe car elle se dispute à proximité de son siège. Cette décision est prise malgré le règlement UCI qui impose aux équipes World Tour, dont fait partie AG2R La Mondiale, de participer sans exception à toutes les épreuves World Tour. Le 25 mai, l'UCI, qui pouvait pénaliser cette décision, accepte la non-participation d'AG2R La Mondiale, sans ajouter de sanction à l'équipe française. Georges, renvoyé de l'équipe AG2R La Mondiale en juin, est suspendu six mois par la Fédération française de cyclisme, sanction contestée en appel par l'UCI. L'UCI annonce en juillet 2014 que Georges est finalement suspendu pour 18 mois et disqualifié de ce Tour d'Italie. Cette suspension commence au 10 mai 2013 et se termine le 9 novembre 2014,.

## Coureurs et encadrement technique

### Effectif
L'effectif de l'équipe AG2R La Mondiale pendant la saison 2013 est composé de 29 coureurs dont dix-sept Français, cinq Italiens, un Allemand, un Biélorusse, un Canadien, un Colombien, un Kazakh, un Lituanien et un Luxembourgeois. Le 1er août, les Français Frédéric Brun, Gabriel Chavanne et Pierre Latour deviennent stagiaires au sein de la formation française.
| Coureur                | Date de naissance | Nationalité | Équipe 2012              |
| ---------------------- | ----------------- | ----------- | ------------------------ |
| Davide Appollonio      | 2 juin 1989       | Italie      | Sky                      |
| Gediminas Bagdonas     | 26 décembre 1985  | Lituanie    | An Post-Sean Kelly       |
| Romain Bardet          | 9 novembre 1990   | France      | AG2R La Mondiale         |
| Manuel Belletti        | 14 octobre 1985   | Italie      | AG2R La Mondiale         |
| Julien Bérard          | 27 juillet 1987   | France      | AG2R La Mondiale         |
| Carlos Betancur        | 13 octobre 1989   | Colombie    | Acqua & Sapone           |
| Guillaume Bonnafond    | 23 juin 1987      | France      | AG2R La Mondiale         |
| Maxime Bouet           | 3 novembre 1986   | France      | AG2R La Mondiale         |
| Steve Chainel          | 6 septembre 1983  | France      | FDJ-BigMat               |
| Mikaël Cherel          | 17 mars 1986      | France      | AG2R La Mondiale         |
| Axel Domont            | 7 août 1990       | France      | Chambéry CF              |
| Samuel Dumoulin        | 20 août 1980      | France      | Cofidis                  |
| Hubert Dupont          | 13 novembre 1980  | France      | AG2R La Mondiale         |
| John Gadret            | 22 avril 1979     | France      | AG2R La Mondiale         |
| Ben Gastauer           | 14 novembre 1987  | Luxembourg  | AG2R La Mondiale         |
| Sylvain Georges        | 1er mai 1984      | France      | AG2R La Mondiale         |
| Hugo Houle             | 27 septembre 1990 | Canada      | SpiderTech-C10           |
| Yauheni Hutarovich     | 29 novembre 1983  | Biélorussie | FDJ-BigMat               |
| Valentin Iglinskiy     | 12 mai 1984       | Kazakhstan  | Astana                   |
| Blel Kadri             | 3 septembre 1986  | France      | AG2R La Mondiale         |
| Julian Kern            | 28 décembre 1989  | Allemagne   | Leopard-Trek Continental |
| Sébastien Minard       | 12 juin 1982      | France      | AG2R La Mondiale         |
| Lloyd Mondory          | 26 avril 1982     | France      | AG2R La Mondiale         |
| Matteo Montaguti       | 6 janvier 1984    | Italie      | AG2R La Mondiale         |
| Rinaldo Nocentini      | 25 septembre 1977 | Italie      | AG2R La Mondiale         |
| Jean-Christophe Péraud | 22 mai 1977       | France      | AG2R La Mondiale         |
| Domenico Pozzovivo     | 30 novembre 1982  | Italie      | Colnago-CSF Inox         |
| Anthony Ravard         | 28 septembre 1983 | France      | AG2R La Mondiale         |
| Christophe Riblon      | 17 janvier 1981   | France      | AG2R La Mondiale         |
| Stagiaire              | Date de naissance | Nationalité | Équipe 2013              |
| Frédéric Brun          | 18 août 1988      | France      | Bourg-en-Bresse Ain      |
| Gabriel Chavanne       | 20 janvier 1992   | Suisse      | Chambéry CF              |
| Pierre Latour          | 12 octobre 1993   | France      | Chambéry CF              |

### Encadrement

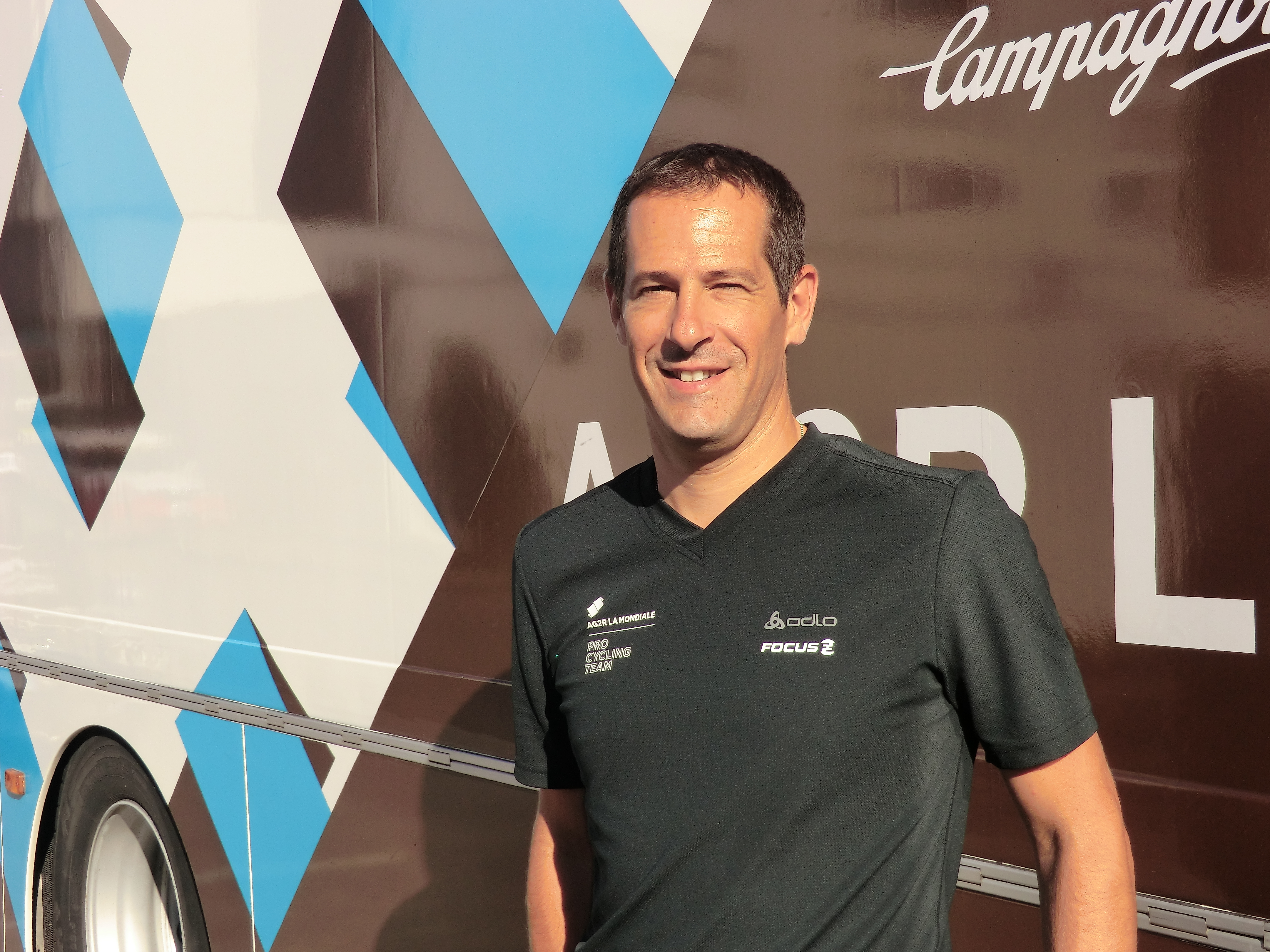
Julien Jurdie, directeur sportif d'AG2R La Mondiale.

AG2R La Mondiale est dirigée par Vincent Lavenu. Celui-ci, coureur professionnel de 1983 à 1991, est aux commandes depuis 1992 et la création de l'équipe qui portait alors le nom du sponsor Chazal, devenue à partir de 1996 Casino avant l'arrivée d'AG2R Prévoyance comme sponsor secondaire en 1999 puis principal à partir de 2000,. Samuel Dumoulin, coureur recruté par AG2R La Mondiale en début de saison, est son gendre. Six directeurs sportifs mènent les coureurs : Laurent Biondi, Stéphane Goubert, Didier Jannel, Julien Jurdie, Artūras Kasputis et Gilles Mas. Laurent Biondi, après deux dernières années comme coureur professionnel dans l'équipe Chazal dirigée par Lavenu, devient directeur sportif dans cette même formation en 1994. Il est brièvement suspendu de son poste au milieu des années 2000 quand il est cité dans une affaire de trafic de produits à base d'amphétamines et condamné en première instance. Relaxé en appel en 2007, il reprend ses fonctions dans l'équipe. Gilles Mas intègre le poste de directeur sportif de Casino en 1997 après avoir exercé ce poste durant l'année d'existence de la formation Agrigel-La Creuse en 1996. Il est en parallèle le président de l'EC Saint-Étienne Loire. Artūras Kasputis est professionnel dans l'équipe de 1993 à 2002 et se reconvertit en directeur sportif dans la formation savoyarde l'année suivante. Julien Jurdie, après une carrière amateur de coureur puis de directeur sportif au même niveau, est directeur sportif de la formation RAGT Semences en 2004 et 2005 avant de rejoindre l'équipe de Vincent Lavenu en 2006. Didier Jannel rejoint AG2R La Mondiale en 2010 après avoir été dix ans directeur sportif du club amateur d'Albi Vélo Sport,. Stéphane Goubert, coureur de l'équipe de 2004 à 2009, en intègre l'encadrement technique en 2012. Il cumule en 2013 les postes de directeur sportif adjoint et d'entraîneur. Trois médecins composent l'encadrement médical de l'équipe. Le responsable est Éric Bouvat. Bouvat a été plusieurs années médecin de l'équipe de France d'athlétisme. Il figure dans l'équipe en 1995-1996 et depuis 1999. Il est secondé par Pierre-André Lafaix et Roberto Parravicini.

## Bilan de la saison
Gagnante à quatre reprises sur route en 2012, AG2R La Mondiale obtient en 2013 huit succès, ce qui en fait une des trois équipes World Tour ayant le moins gagné durant la saison,,,,. Samuel Dumoulin et Christophe Riblon sont les seuls coureurs, parmi les six ayant remporté des courses, à s'être imposé à deux reprises.
Le succès le plus marquant de la saison est celui obtenu par Christophe Riblon lors de la dix-huitième étape du Tour de France marquée par la double ascension de L'Alpe d'Huez. Au niveau World Tour, Riblon apporte une autre victoire d'étape lors du Tour de Pologne,. Les courses par étapes sont le point fort de la formation AG2R La Mondiale durant cette année. Régulière dans ce type d'épreuve au niveau World Tour, elle y obtient plusieurs places d'honneur. Dans les courses d'une semaine ces places sont obtenues par Jean-Christophe Péraud, troisième de Paris-Nice et sixième du Tour de Romandie, Romain Bardet, cinquième du Tour de Pékin ainsi que Domenico Pozzovivo et Carlos Betancur, septièmes respectivement du Tour de Pologne et du Tour du Pays basque,. Sur les grands tours, Betancur, une révélation de l'année, est cinquième et meilleur jeune du Tour d'Italie et Pozzovivo sixième du Tour d'Espagne,. Seul le Tour de France ne voit pas de coureurs de l'équipe dans les dix premiers, Jean-Christophe Péraud devant abandonner dans la dernière semaine alors qu'il était neuvième,.
Les sprints et les classiques sont en revanche moins prolifiques. Parmi les coureurs à leur avantage dans les arrivées groupées, seul Samuel Dumoulin s'impose, les autres sprinteurs n'obtenant des places d'honneurs de façon récurrente. Ainsi l'équipe ne gagne que huit fois, mais obtient 49 podiums,. N'obtenant pas de résultats significatifs dans les classiques flandriennes, Carlos Betancur, troisième de la Flèche wallonne et quatrième de Liège-Bastogne-Liège, permet à l'équipe d'obtenir des places d'honneur sur les classiques ardennaises,.
La saison est également marquée par le contrôle positif en cours de saison de Sylvain Georges. Ce contrôle positif, couplé à celui de Steve Houanard la saison précédente, oblige l'équipe à ne pas disputer le Critérium du Dauphiné, conformément aux règles du Mouvement pour un cyclisme crédible et met à mal sa réputation,.

### Victoires
| Date       | Course                              | Pays    | Classe | Vainqueur              |
| ---------- | ----------------------------------- | ------- | ------ | ---------------------- |
| 03/02/2013 | 5e étape de l'Étoile de Bessèges    | France  | 2.1    | Samuel Dumoulin        |
| 09/02/2013 | 4e étape du Tour méditerranéen      | France  | 2.1    | Jean-Christophe Péraud |
| 03/03/2013 | Roma Maxima                         | Italie  | 1.1    | Blel Kadri             |
| 16/04/2013 | 1rea étape du Tour du Trentin       | Italie  | 2.HC   | Maxime Bouet           |
| 25/05/2013 | Grand Prix de Plumelec-Morbihan     | France  | 1.1    | Samuel Dumoulin        |
| 18/07/2013 | 18e étape du Tour de France         | France  | WT     | Christophe Riblon      |
| 28/07/2013 | 2e étape du Tour de Pologne         | Pologne | WT     | Christophe Riblon      |
| 13/08/2013 | Classement général du Tour de l'Ain | France  | 2.1    | Romain Bardet          |

### Résultats sur les courses majeures
Les tableaux suivants représentent les résultats de l'équipe dans les principales courses du calendrier international (les cinq classiques majeures et les trois grands tours). Pour chaque épreuve est indiqué le meilleur coureur de l'équipe, son classement ainsi que les accessits glanés par AG2R La Mondiale sur les courses de trois semaines.

#### Classiques
| Classique            | Milan-San Remo      | Tour des Flandres   | Paris-Roubaix       | Liège-Bastogne-Liège | Tour de Lombardie        |
| -------------------- | ------------------- | ------------------- | ------------------- | -------------------- | ------------------------ |
| Coureur (classement) | Romain Bardet (17e) | Steve Chainel (30e) | Steve Chainel (17e) | Carlos Betancur (4e) | Domenico Pozzovivo (15e) |

#### Grands tours
| Grand tour           | Tour d'Italie                                  | Tour de France                                           | Tour d'Espagne          |
| -------------------- | ---------------------------------------------- | -------------------------------------------------------- | ----------------------- |
| Coureur (classement) | Carlos Betancur (5e)                           | Romain Bardet (15e)                                      | Domenico Pozzovivo (6e) |
| Accessits            | Classement du meilleur jeune (Carlos Betancur) | 1 victoire d'étape et super-combatif (Christophe Riblon) | -                       |

### Classement UCI
L'équipe AG2R La Mondiale termine à la douzième place du World Tour avec 691 points. Ce total est obtenu par l'addition des points des cinq meilleurs coureurs de l'équipe au classement individuel que sont Carlos Betancur, 14e avec 255 points, Domenico Pozzovivo, 34e avec 146 points, Jean-Christophe Péraud, 48e avec 112 points, Christophe Riblon, 49e avec 111 points, et Romain Bardet, 71e avec 67 points,. Le championnat du monde du contre-la-montre par équipes terminé à la 24e place ne rapporte aucun point à l'équipe.
| Rang | Coureur                | Points |
| ---- | ---------------------- | ------ |
| 14   | Carlos Betancur        | 255    |
| 34   | Domenico Pozzovivo     | 146    |
| 48   | Jean-Christophe Péraud | 112    |
| 49   | Christophe Riblon      | 111    |
| 71   | Romain Bardet          | 67     |
| 77   | Samuel Dumoulin        | 60     |
| 151  | Rinaldo Nocentini      | 10     |
| 171  | John Gadret            | 4      |
| 173  | Manuel Belletti        | 4      |
| 190  | Yauheni Hutarovich     | 2      |